# سري غت هوت غت بالا
سري غت هوت غت بالا (بالفارسية: سری‌گت هوت‌گت بالا) هي قرية تقع في قسم باهوكلات الريفي (مقاطعة تشابهار) في إيران. يقدر عدد سكانها بـ 441 نسمة بحسب إحصاء 2016.